# Borek Wielki (gmina)
Borek Wielki (od 1973 Ostrów) – dawna gmina wiejska istniejąca w latach 1934–1954 w woj. krakowskim i rzeszowskim (dzisiejsze woj. małopolskie). Siedzibą władz gminy był Borek Wielki.
Gmina zbiorowa Borek Wielki została utworzona 1 sierpnia 1934 roku w powiecie ropczyckim w woj. krakowskim z dotychczasowych jednostkowych gmin wiejskich: Boreczek, Borek Mały, Borek Wielki, Kamionka, Kozodrza, Ocieka, Ostrów, Ruda i Żdżary. 1 kwietnia 1937 roku powiat ropczycki został zniesiony, a z jego terytorium utworzono powiat dębicki.
Po wojnie gmina Borek Wielki (wraz z całym powiatem dębickim) weszła w skład nowo utworzonego woj. rzeszowskiego. Według stanu z dnia 1 lipca 1952 roku gmina składała się z 9 gromad: Boreczek, Borek Mały, Borek Wielki, Kamionka, Kozodrza, Ocieka, Ostrów, Ruda i Żdżary. Gmina została zniesiona 29 września 1954 roku wraz z reformą wprowadzającą gromady w miejsce gmin.
Jednostki nie przywrócono 1 stycznia 1973 roku po reaktywowaniu gmin, utworzono natomiast jej terytorialny odpowiednik, gminę Ostrów.